# Національна Асамблея людей з інвалідністю України
Національна Асамблея людей з інвалідністю України — всеукраїнське громадське добровільне неприбуткове об'єднання всеукраїнських, місцевих та обласних громадських організацій, що об'єднують людей з інвалідністю.

## Історія
Національна Асамблея людей з інвалідністю України (НАІУ) була створена на установчій конференції 22 вересня 2001 року та зареєстрована Міністерством юстиції України 10 січня 2002 року. Свідоцтво про реєстрацію № 1734. Засновниками виступили 15 всеукраїнських та 12 регіональних організацій інвалідів.

## Діяльність
НАІУ — парасолькове об’єднання 126 національних та регіональних громадських організацій людей з інвалідністю, зокрема тих, які створені та керуються безпосередньо людьми з інвалідністю, законними представниками людей з інвалідністю, батьками, які виховують дітей з інвалідністю. Їхня діяльність розповсюджується на національному та місцевому рівнях у різних областях України.
НАІУ — провідна, впливова та потужна організація, лідер у формуванні та реалізації ефективної державної політики в сфері прав людей з інвалідністю із високою корпоративною культурою, професійністю та відповідальністю.
- Адреса: 01054, м. Київ, вул. Рейтарська, 8/5А
- Телефон: 279-61-82 / 279-61-74
- Електронна пошта: office-naiu@ukr.net
- Соцмережі: Facebook YouTube

### У межах своєї діяльності НАІУ:
- Адвокатує права людей з інвалідністю
- Надає юридичні консультації та інституційну підтримку
- Проводить тренінги та навчання
- Забезпечує гуманітарною допомогою
- Аналізує національне законодавство щодо прав людей з інвалідністю
- Вивчає міжнародний досвід у сфері соціальної та правової захищеності людей з інвалідністю
- Розробляє та надає державним інституціям пропозиції щодо вдосконалення законодавства

Ми є частиною міжнародного громадського руху людей з інвалідністю та членами European Disability Forum.
Співпрацюємо з міжнародними організаціями, Агенціями ООН, системою кластерної координації гуманітарної діяльності УВКБ ООН, гуманітарними організаціями для адвокації прав людей з інвалідністю в питаннях відновлення та швидкого гуманітарного реагування.

## Візія
Мирна Україна, в якій люди з інвалідністю мають рівні права можливості, включенні в життя суспільства на рівні з іншими, де цінується людське різноманіття і є прагнення інклюзивного суспільства для всіх.

## Місія
Відстоювати та просувати права людей з інвалідністю відповідно до Конвенції ООН про права осіб з інвалідністю

## Керівництво
Вищим керівним органом є Генеральна Асамблея. Головою НАІУ є Сушкевич Валерій Михайлович . Виконавчі функції покладено на Офіс.

## Стратегії та політики НАІУ
Стратегії та політики НАІУ базуються на основних принципах і підходах, закладених у міжнародних та європейських документах з прав людини, а також у Конвенції ООН про права осіб з інвалідністю.

## Періодичні видання
Асамблея видала всеукраїнську газету «Без Бар'єрів» для тих, хто зіткнувся з інвалідністю. Також друкує спеціалізовану літературу.